# Martin Keown
Martin Raymond Keown, né le 24 juillet 1966 à Oxford (Oxfordshire), est un footballeur international britannique. Son fils Niall est aussi footballeur.

## Biographie

### Débuts avec Arsenal
Né à Oxford, Martin Keown commence le football dans des équipes locales avant de rejoindre Arsenal en tant qu'aspirant en 1980. Lors de la saison 1983-1984, Keown évolue avec l'équipe réserve du club londonien.
Keown fait ses débuts professionnels en prêt à Brighton & Hove Albion en 1985.
Martin Keown joue son premier match de première division le 23 novembre 1985 contre West Bromwich Albion (0-0) à 19 ans. Le natif d'Oxfordshire passe une saison avec l'équipe première du club avant de rejoindre Aston Villa,.

### Aston Villa
Après avoir lutté pour entrer régulièrement dans l'équipe d'Arsenal, Martin Keown rejoint Aston Villa en 1986. Il joue son premier match le 30 août 1986 (défaite 1-0) contre Queens Park Rangers.

### Passage à Everton
Martin Keown est joueur majeur d'Aston Villa lorsqu'il rejoint Everton le 7 août 1989, juste avant le début de la saison 1989-1990, pour un montant de 750 000 £. Il joue son premier match le 30 septembre 1989 (1-1) contre Sheffield Wednesday.
Keown fait un bon début avec les Blues qui occupe la tête du championnat à la fin de l'automne. Mais la forme diminue après Noël et les hommes de Colin Harvey terminent à la sixième place. Keown joue vingt matches de championnat durant cette campagne. Lors de la saison 1990-1991, Harvey est remplacé par Howard Kendall à la tête de l'équipe en novembre et Martin Keown participe à 24 rencontres.
Pour sa troisième saison, il ne rate que trois matches de championnat 1991-1992 pour Everton qui finit en milieu de tableau. Keown joue treize matches de championnat pour les Toffees avant d'accepter un retour à Arsenal en février 1993 pour 2 M£.

### Retour à Arsenal

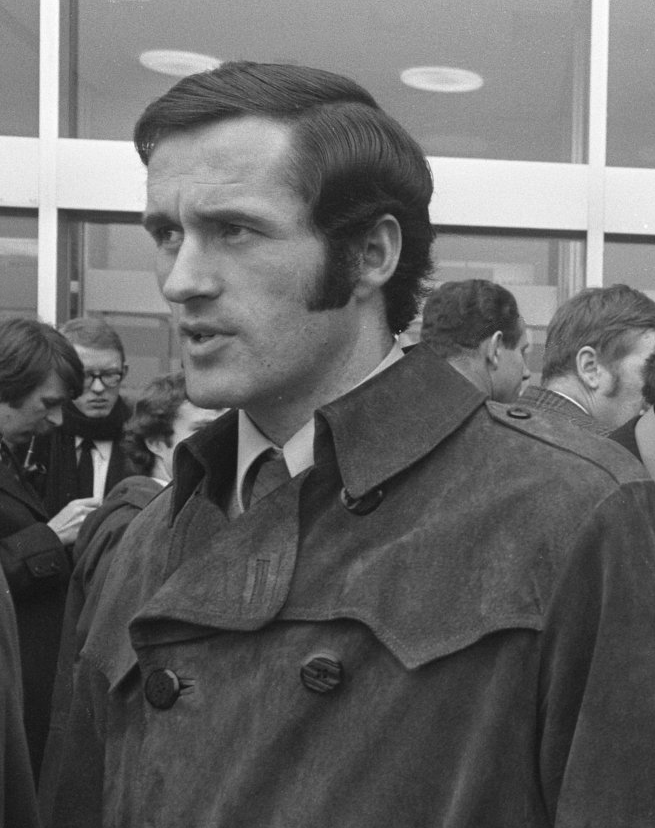
George Graham est l'entraîneur qui fait revenir Keown à Arsenal.

#### Pilier de la défense centrale
En février 1993, Martin Keown quitte l'Everton FC pour revenir à Arsenal sept ans après en être parti. Le montant du transfert s’élève à 3 M€.
Keown rivalise avec Steve Bould pour la deuxième place en défense centrale aux côtés de Tony Adams. Mais avec une polyvalence acquise lors de ses passages à Aston Villa et Everton, il devient un rouage essentiel dans l'équipe de George Graham. Martin est le plus souvent aligné comme demi-centre où son rythme élevé et ses tacles efficaces contrecarrent l'adversaire. Keown ne figurant pas dans la liste de joueurs inscrits en Coupe, il ne peut participer à la double victoire en Coupes.
Martin Keown ne se voit pas attribuer la victoire en Coupe des coupes 1994 car il ne participe pas à la finale à cause d'une blessure.
Quand Arsène Wenger prend les rênes de l'équipe en 1996, Keown s'affirme et, en dépit de ses années de plus en plus, il est reste aussi redoutable que jamais. L'intelligence footballistique qu'il démontre dans les balbutiements de sa carrière s'ajoute à sa nature combative sans faille.

#### Suprématie nationale

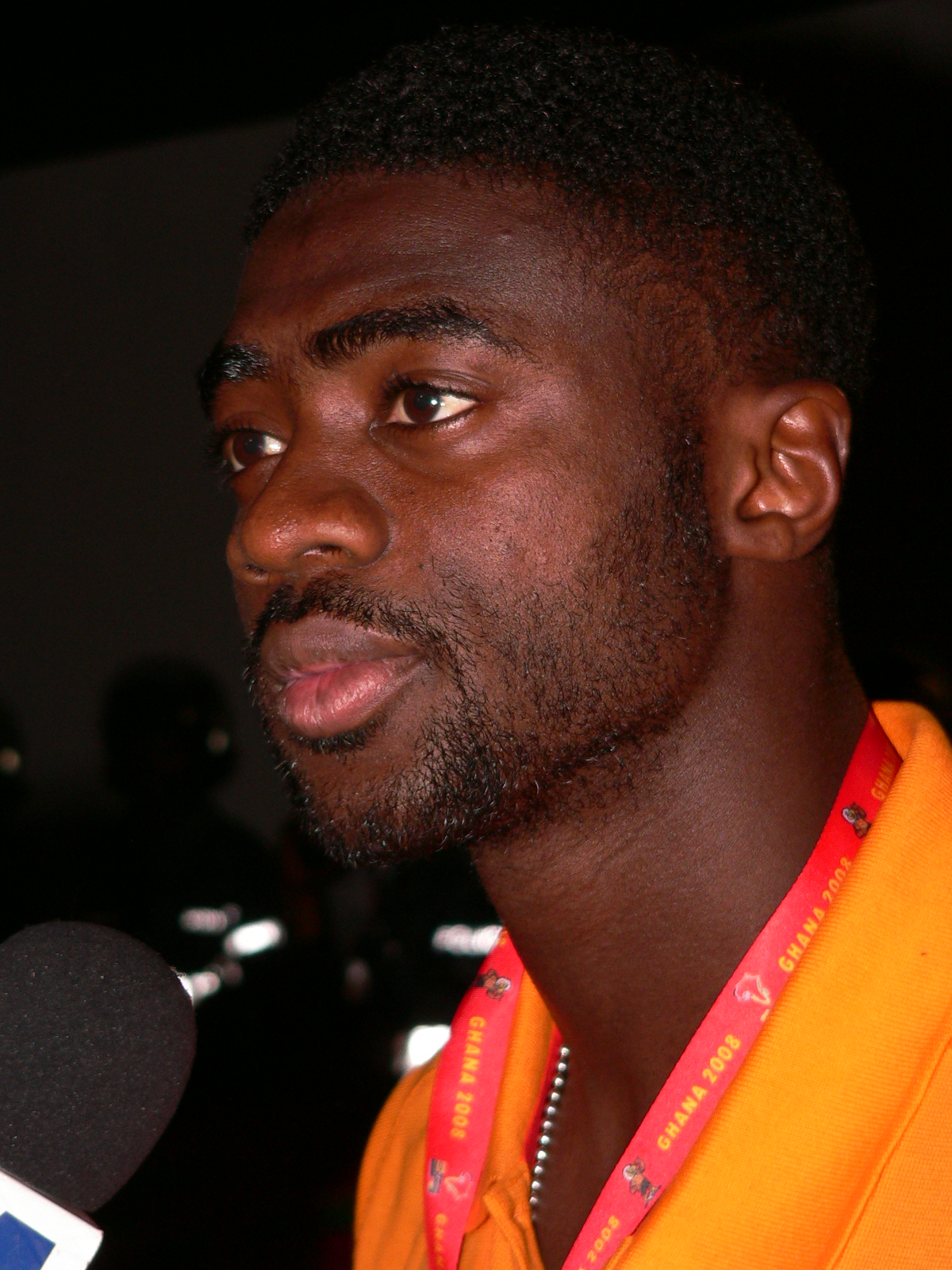
Kolo Toure évince Keown de sa place de titulaire lors de la saison 2003-2004.

Lors de la saison 1997-1998, Martin Keown remporte ses premiers trophées avec le doublé coupe-championnat effectué par Arsenal. Lors de cet exercice, Keown joue un rôle central aux côtés de Tony Adams.
Lors de la saison 2001-2002, à 35 ans, Martin Keown lutte contre l'usure et les déchirures ainsi que la concurrence du jeune Matthew Upson pour s'offrir un nouveau doublé coupe-championnat. La saison suivante, l'arrivée de Pascal Cygan ne réussit pas à freiner la carrière de Keown qui fait 24 apparitions en 2002-2003.
Finalement, il laisse son poste au jeune Kolo Touré et ne débute que trois matches durant la saison 2003-2004, faisant sa dernière apparition en mai 2004. Martin Keown effectue son jubilé le même mois et remporte le titre avec son équipe qui reste invaincue en championnat. À la fin de la saison, Keown est libéré de son contrat ce qui rompt le dernier lien entre Arsenal et l'ex-manager, George Graham.
En mai 2008, Martin Keown est élu parmi les cinquante meilleurs joueurs de l'histoire d'Arsenal par les fans membres du site officiel du club.

### Fin de carrière
Martin Keown signe pour Leicester City. Il joue son premier match le 7 août 2004 (défaite 0-0) à 38 ans contre West Ham United mais quitte le club après moins de six mois. Il s'engage avec Reading en janvier 2005 jusqu'à la fin de la saison, après quoi il prend sa retraite sportive.

### En équipe nationale

#### Équipes jeunes
Martin Keown intègre l'équipe des moins de seize ans de l'Angleterre avec qui il joue trois matchs puis l'équipe des moins de 18 ans pour une sélection. À la fin des années 1980, Keown joue pour l'équipe espoirs à huit reprises.

#### Débuts en équipe d'Angleterre

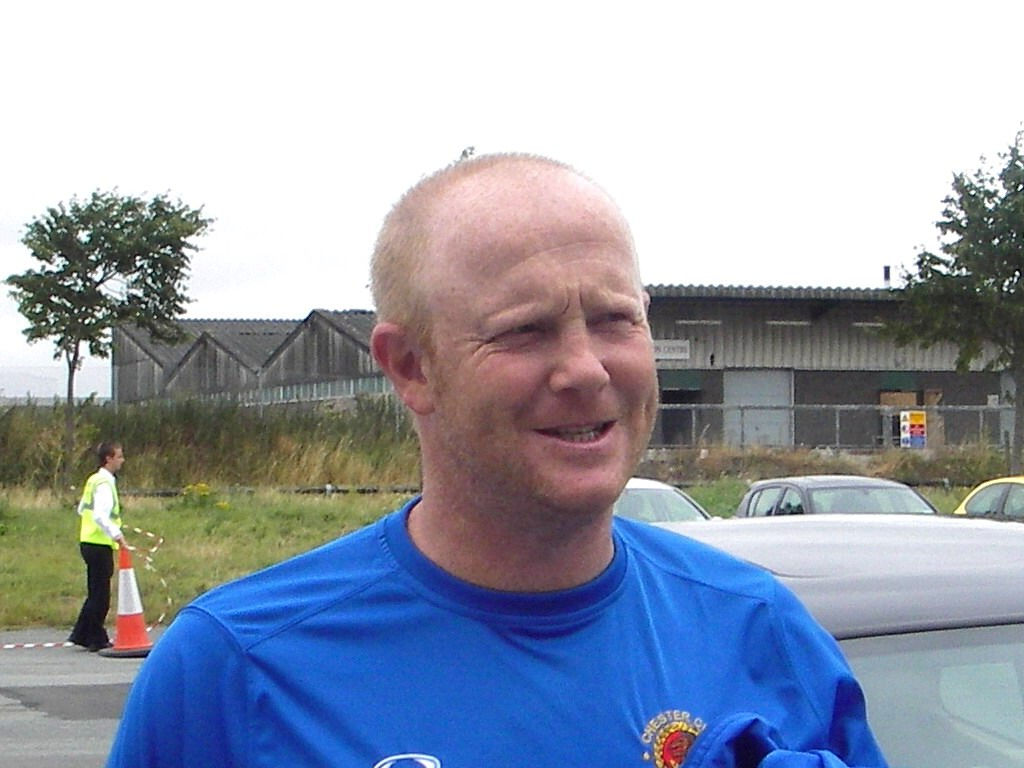
Keown doit sa participation à l'Euro 1992 à la blessure de Mark Wright.

Martin Keown connaît sa première sélection en équipe d'Angleterre le 19 février 1992 avec la réception de la France au Stade de Wembley (victoire 2-0).
Keown profite de la blessure de Mark Wright pour être appelé pour le Championnat d'Europe 1992. Lors de l'Euro, Keown participe aux trois matchs de phase de poule dont le dernier où la Suède élimine les Anglais avec une victoire (2-1) grâce à un but à huit minutes de la fin.
Ses débuts précoces avec l'équipe d'Angleterre sous Graham Taylor ne se poursuivent pas sous Terry Venables, qui l'ignore complètement.

#### Retour comme pilier de la défense

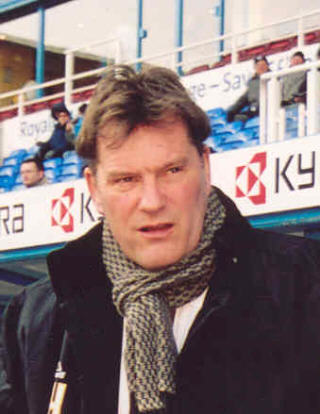
En 1997, Glenn Hoddle rappelle Keown en sélection.

En 1997, Martin Keown regagne sa place en sélection sous Glenn Hoddle. Le défenseur est appelé pour la Coupe du monde 1998, mais ne joue pas. Keown devient un membre régulier de l'équipe sous Kevin Keegan, qui lui donne le brassard de capitaine le 11 octobre 2000 contre la Finlande.
Keown fait partie de l'équipe qui participe à l'Euro 2000. Pour sa seconde compétition internationale et comme huit ans plus tôt, l'Angleterre ne passe pas le premier tour à cause d'un but dans les dernières minutes du troisième match. Keown joue à nouveau les trois rencontres.
Lors de l'arrivée de Sven-Göran Eriksson à la tête de la sélection anglaise, l'âge de Keown commence à jouer contre lui. Il est tout de même appelé pour le Mondial 2002, mais ne connaît jamais l'honneur de participer à un match de Coupe du monde. En tout, Martin Keown joue 43 fois pour l'Angleterre, marquant deux buts.

### Reconversion (depuis 2005)
En août 2005, Martin Keown rejoint l'encadrement de l'AFC Newbury.
En novembre 2008, Keown se voit proposer un poste dans l'encadrement du Portsmouth Football Club par Tony Adams, ancien coéquipier à Arsenal et en sélection, qui en prend le poste d'entraîneur.
En juin 2012, désirant réaliser un très bon parcours lors de la prochaine Coupe d'Angleterre, le Wembley FC (D9 anglaise) réussit à sortir simultanément de leur retraite les anciens internationaux anglais Martin Keown, Ray Parlour, Graeme Le Saux et Ugo Ehiogu, ainsi que l’Argentin Claudio Caniggia et l’Américain Brian McBride. Le tout avec l’ancien sélectionneur anglais Terry Venables dans l’encadrement technique et l’ancien portier international David Seaman comme entraîneur des gardiens,.

## Style de jeu

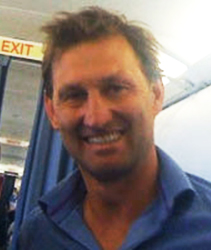
À Arsenal comme en sélection, Keown évolue souvent avec Tony Adams en défense centrale.

Défenseur rugueux de 1,86 m pour 83 kg, il a effectué toute sa carrière en Angleterre.
Martin est aussi utilisé comme point d'ancrage au milieu de terrain en tant que demi-centre où son rythme élevé et ses tacles efficaces contrecarrent l'adversaire.

## Statistiques

### Générales par saison
Le tableau ci-dessous illustre les statistiques de Martin Keown durant sa carrière professionnelle,.
| Saison                | Club                   | Championnat           | Championnat | Championnat | Coupe(s) nationale(s) | Coupe(s) nationale(s) | Compétition(s) continentale(s) | Compétition(s) continentale(s) | Compétition(s) continentale(s) | Angleterre | Angleterre | Total | Total |
| Saison                | Club                   | Division              | M.          | B.          | M.                    | B.                    | Comp.                          | M.                             | B.                             | M.         | B.         | M.    | B.    |
| 1984-1985             | Arsenal FC             | D1                    | -           | -           | -                     | -                     | -                              | -                              | -                              | -          | -          | 0     | 0     |
| fev-juin 1985         | Brighton & Hove (prêt) | D2                    | 16          | 0           | -                     | -                     | -                              | -                              | -                              | -          | -          | 16    | 0     |
| sept-dec 1985         | Brighton & Hove (prêt) | D2                    | 7           | 1           | -                     | -                     | -                              | -                              | -                              | -          | -          | 7     | 1     |
| Sous-total            | Sous-total             | Sous-total            | 23          | 1           | 0                     | 0                     | -                              | 0                              | 0                              | 0          | 0          | 23    | 1     |
| 1985-1986             | Arsenal FC             | D1                    | 22          | 0           | -                     | -                     | -                              | -                              | -                              | -          | -          | 22    | 0     |
| 1986-1987             | Aston Villa FC         | D1                    | 36          | 0           | -                     | -                     | -                              | -                              | -                              | -          | -          | 36    | 0     |
| 1987-1988             | Aston Villa FC         | D2                    | 42          | 3           | -                     | -                     | -                              | -                              | -                              | -          | -          | 42    | 3     |
| 1988-1989             | Aston Villa FC         | D1                    | 34          | 0           | -                     | -                     | -                              | -                              | -                              | -          | -          | 34    | 0     |
| Sous-total            | Sous-total             | Sous-total            | 112         | 3           | 0                     | 0                     | -                              | 0                              | 0                              | 0          | 0          | 112   | 3     |
| 1989-1990             | Everton FC             | D1                    | 20          | 0           | 6                     | 0                     | -                              | -                              | -                              | -          | -          | 26    | 0     |
| 1990-1991             | Everton FC             | D1                    | 24          | 0           | 6                     | 0                     | -                              | -                              | -                              | -          | -          | 30    | 0     |
| 1991-1992             | Everton FC             | D1                    | 39          | 0           | 6                     | 0                     | -                              | -                              | -                              | 9          | 1          | 54    | 1     |
| 1992-1993             | Everton FC             | D1                    | 13          | 0           | 6                     | 0                     | -                              | -                              | -                              | -          | -          | 19    | 0     |
| Sous-total            | Sous-total             | Sous-total            | 96          | 0           | 24                    | 0                     | -                              | 0                              | 0                              | 9          | 1          | 129   | 1     |
| 1993                  | Arsenal FC             | D1                    | 16          | 0           | -                     | -                     | -                              | -                              | -                              | 2          | 0          | 18    | 0     |
| 1993-1994             | Arsenal FC             | D1                    | 33          | 0           | 7                     | 0                     | C2                             | 7                              | 0                              | -          | -          | 47    | 0     |
| 1994-1995             | Arsenal FC             | D1                    | 31          | 1           | 7                     | 0                     | C2                             | 6                              | 0                              | -          | -          | 44    | 1     |
| 1995-1996             | Arsenal FC             | D1                    | 34          | 0           | 7                     | 1                     | -                              | -                              | -                              | -          | -          | 41    | 1     |
| 1996-1997             | Arsenal FC             | D1                    | 33          | 1           | 6                     | 0                     | C3                             | 2                              | 0                              | 4          | 0          | 45    | 1     |
| 1997-1998             | Arsenal FC             | D1                    | 18          | 0           | 9                     | 0                     | -                              | -                              | -                              | 3          | 0          | 30    | 0     |
| 1998-1999             | Arsenal FC             | D1                    | 34          | 1           | 5                     | 0                     | C1                             | 5                              | 1                              | 5          | 0          | 49    | 2     |
| 1999-2000             | Arsenal FC             | D1                    | 27          | 1           | 3                     | 0                     | C1+C3                          | 9                              | 0                              | 10         | 1          | 49    | 2     |
| 2000-2001             | Arsenal FC             | D1                    | 28          | 0           | 2                     | 0                     | C1                             | 9                              | 2                              | 5          | 0          | 44    | 2     |
| 2001-2002             | Arsenal FC             | D1                    | 22          | 0           | 6                     | 0                     | C1                             | 6                              | 0                              | 5          | 0          | 39    | 0     |
| 2002-2003             | Arsenal FC             | D1                    | 24          | 0           | 6                     | 0                     | C1                             | 5                              | 0                              | -          | -          | 35    | 0     |
| 2003-2004             | Arsenal FC             | D1                    | 10          | 0           | 4                     | 0                     | C1                             | 1                              | 0                              | -          | -          | 15    | 0     |
| Sous-total            | Sous-total             | Sous-total            | 310         | 4           | 62                    | 1                     | -                              | 50                             | 3                              | 34         | 1          | 456   | 9     |
| 2004-2005             | Leicester City FC      | D2                    | 17          | 0           | 1                     | 0                     | -                              | -                              | -                              | -          | -          | 18    | 0     |
| 2005                  | Reading FC             | D2                    | 5           | 0           | -                     | -                     | -                              | -                              | -                              | -          | -          | 5     | 0     |
| Total sur la carrière | Total sur la carrière  | Total sur la carrière | 585         | 8           | 87                    | 1                     | -                              | 50                             | 3                              | 43         | 2          | 765   | 14    |

### Détails des sélections et buts avec l'Angleterre
| Compétition    | MJ | V  | N  | D |
| -------------- | -- | -- | -- | - |
| Coupe du monde | 0  | -  | -  | - |
| Euro           | 6  | 1  | 2  | 3 |
| Qualif. CdM    | 5  | 1  | 3  | 1 |
| Qualif. Euro   | 5  | 3  | 2  | 0 |
| Match amical   | 27 | 12 | 10 | 5 |
| Total          | 43 | 17 | 17 | 9 |

Martin Keown joue à 43 reprises pour l'équipe d'Angleterre de football avec qui il inscrit deux buts. Il connaît sa première victoire dès ses débuts face à la France le 19 février 1992 en match amical à Londres. Après avoir participé au Championnat d'Europe 1992, Keown joue deux matchs en 1993 avant de ne plus être appelé en sélection avant mars 1997.
Keown inscrit son premier but lors de sa deuxième sélection contre la Tchécoslovaquie (2-2). Il faut attendre huit ans et sa 30e cape pour le voir à nouveau marquer sous le maillot anglais. Son deuxième et dernier but international permet de l'emporter face à Malte en match amical (victoire 2-1).
En 43 sélections, Martin Keown connaît 17 victoires, 17 matchs nuls et 9 défaites. Il connaît sa plus large victoire le 4 septembre 1999 contre le Luxembourg (6-0), et ne perd que deux matchs par plus d'un but d'écart. Keown ne participe jamais à un match de Coupe du monde,.
| Les sélections de Martin Keown avec l'équipe d'Angleterre | Les sélections de Martin Keown avec l'équipe d'Angleterre | Les sélections de Martin Keown avec l'équipe d'Angleterre | Les sélections de Martin Keown avec l'équipe d'Angleterre | Les sélections de Martin Keown avec l'équipe d'Angleterre | Les sélections de Martin Keown avec l'équipe d'Angleterre | Les sélections de Martin Keown avec l'équipe d'Angleterre |
| #                                                         | Date                                                      | Lieu                                                      | Adversaire                                                | Score                                                     | Compétition                                               | Note                                                      |
| --------------------------------------------------------- | --------------------------------------------------------- | --------------------------------------------------------- | --------------------------------------------------------- | --------------------------------------------------------- | --------------------------------------------------------- | --------------------------------------------------------- |
| 1                                                         | 19 février 1992                                           | Londres                                                   | France                                                    | 2-0                                                       | A                                                         |                                                           |
| 2                                                         | 25 mars 1992                                              | Prague                                                    | Tchécoslovaquie                                           | 2-2                                                       | A                                                         | But inscrit                                               |
| 3                                                         | 29 avril 1992                                             | Moscou                                                    | CEI                                                       | 2-2                                                       | A                                                         |                                                           |
| 4                                                         | 12 mai 1992                                               | Budapest                                                  | Hongrie                                                   | 1-0                                                       | A                                                         |                                                           |
| 5                                                         | 17 mai 1992                                               | Londres                                                   | Brésil                                                    | 1-1                                                       | A                                                         |                                                           |
| 6                                                         | 3 juin 1992                                               | Helsinki                                                  | Finlande                                                  | 2-1                                                       | A                                                         |                                                           |
| 7                                                         | 11 juin 1992                                              | Malmö                                                     | Danemark                                                  | 0-0                                                       | Euro 1992                                                 |                                                           |
| 8                                                         | 14 juin 1992                                              | Malmö                                                     | France                                                    | 0-0                                                       | Euro 1992                                                 |                                                           |
| 9                                                         | 17 juin 1992                                              | Stockholm                                                 | Suède                                                     | 1-2                                                       | Euro 1992                                                 |                                                           |
| 10                                                        | 28 avril 1993                                             | Londres                                                   | Pays-Bas                                                  | 2-2                                                       | Élim. Mondial 1994                                        |                                                           |
| 11                                                        | 19 juin 1993                                              | Détroit                                                   | Allemagne                                                 | 1-2                                                       | A                                                         |                                                           |
| 12                                                        | 29 mars 1997                                              | Londres                                                   | Mexique                                                   | 2-0                                                       | A                                                         |                                                           |
| 13                                                        | 24 mai 1997                                               | Manchester                                                | Afrique du Sud                                            | 2-1                                                       | A                                                         |                                                           |
| 14                                                        | 4 juin 1997                                               | Nantes                                                    | Italie                                                    | 2-0                                                       | A                                                         |                                                           |
| 15                                                        | 10 juin 1997                                              | Paris                                                     | Brésil                                                    | 0-1                                                       | A                                                         |                                                           |
| 16                                                        | 25 mars 1998                                              | Berne                                                     | Suisse                                                    | 1-1                                                       | A                                                         |                                                           |
| 17                                                        | 27 mai 1998                                               | Casablanca                                                | Maroc                                                     | 1-0                                                       | A                                                         |                                                           |
| 18                                                        | 29 mai 1998                                               | Casablanca                                                | Belgique                                                  | 0-0 (tab 3-4)                                             | A                                                         |                                                           |
| 19                                                        | 18 novembre 1998                                          | Londres                                                   | Tchéquie                                                  | 2-0                                                       | A                                                         |                                                           |
| 20                                                        | 10 février 1999                                           | Londres                                                   | France                                                    | 0-2                                                       | A                                                         |                                                           |
| 21                                                        | 27 mars 1999                                              | Londres                                                   | Pologne                                                   | 3-1                                                       | Élim. Euro 2000                                           |                                                           |
| 22                                                        | 28 avril 1999                                             | Budapest                                                  | Hongrie                                                   | 1-1                                                       | A                                                         |                                                           |
| 23                                                        | 5 juin 1999                                               | Londres                                                   | Suède                                                     | 0-0                                                       | Élim. Euro 2000                                           |                                                           |
| 24                                                        | 4 septembre 1999                                          | Londres                                                   | Luxembourg                                                | 6-0                                                       | Élim. Euro 2000                                           |                                                           |
| 25                                                        | 8 septembre 1999                                          | Varsovie                                                  | Pologne                                                   | 0-0                                                       | Élim. Euro 2000                                           |                                                           |
| 26                                                        | 10 octobre 1999                                           | Sunderland                                                | Belgique                                                  | 2-1                                                       | A                                                         |                                                           |
| 27                                                        | 13 novembre 1999                                          | Glasgow                                                   | Écosse                                                    | 2-0                                                       | Élim. Euro 2000                                           |                                                           |
| 28                                                        | 23 février 2000                                           | Londres                                                   | Argentine                                                 | 0-0                                                       | A                                                         |                                                           |
| 29                                                        | 27 mai 2000                                               | Londres                                                   | Brésil                                                    | 1-1                                                       | A                                                         |                                                           |
| 30                                                        | 3 juin 2000                                               | La Vallette                                               | Malte                                                     | 2-1                                                       | A                                                         | But inscrit                                               |
| 31                                                        | 12 juin 2000                                              | Eindhoven                                                 | Portugal                                                  | 2-3                                                       | Euro 2000                                                 |                                                           |
| 32                                                        | 17 juin 2000                                              | Charleroi                                                 | Allemagne                                                 | 1-0                                                       | Euro 2000                                                 |                                                           |
| 33                                                        | 20 juin 2000                                              | Charleroi                                                 | Roumanie                                                  | 2-3                                                       | Euro 2000                                                 |                                                           |
| 34                                                        | 2 septembre 2000                                          | Paris                                                     | France                                                    | 1-1                                                       | A                                                         |                                                           |
| 35                                                        | 7 octobre 2000                                            | Londres                                                   | Allemagne                                                 | 0-1                                                       | Élim. Mondial 2002                                        |                                                           |
| 36                                                        | 11 octobre 2000                                           | Helsinki                                                  | Finlande                                                  | 0-0                                                       | Élim. Mondial 2002                                        | Capitaine                                                 |
| 37                                                        | 25 mai 2001                                               | Derby                                                     | Mexique                                                   | 4-0                                                       | A                                                         |                                                           |
| 38                                                        | 6 juin 2001                                               | Athènes                                                   | Grèce                                                     | 2-0                                                       | Élim. Mondial 2002                                        |                                                           |
| 39                                                        | 15 août 2001                                              | Londres                                                   | Pays-Bas                                                  | 0-2                                                       | A                                                         |                                                           |
| 40                                                        | 6 octobre 2001                                            | Manchester                                                | Grèce                                                     | 2-2                                                       | Élim. Mondial 2002                                        |                                                           |
| 41                                                        | 17 avril 2002                                             | Liverpool                                                 | Paraguay                                                  | 4-0                                                       | A                                                         |                                                           |
| 42                                                        | 21 mai 2002                                               | Seogwipo                                                  | Afrique du Sud                                            | 1-1                                                       | A                                                         |                                                           |
| 43                                                        | 26 mai 2002                                               | Kobe                                                      | Cameroun                                                  | 2-2                                                       | A                                                         |                                                           |

## Palmarès
- Coupe d'Europe des vainqueurs de coupe (1) :
  - Finaliste : 1995.

- Coupe de l'UEFA :
  - Finaliste : 2000.

- Championnat d'Angleterre (3)  : 
  - Champion : 1998, 2002 et 2004

- Coupe d'Angleterre (3) : 
  - Vainqueur : 1998, 2002 et 2003

- Community Shield (3) : 
  - Vainqueur : 1998, 1999 et 2002